# Дальтона тема (Планта тема)
Те́ма Да́льтона — тема в шаховій композиції. Суть теми —  білі вступним ходом розв'язують чорну фігуру, яка зв'язує в тематичних варіантах білу фігуру, яка щойно розв'язала цю чорну.

## Історія
Ідею запропонував американський шаховий композитор Інга Дальтон (1840—1931).
В рішенні задачі білі розв'язують чорну лінійну фігуру. В тематичних варіантах розв'язана чорна фігура зв'язує білу фігуру, яка перед цим розв'язала чорну.
Ідея дістала назву — тема Дальтона. В 1920 році було проведено тематичний конкурс на цю тему. В деяких джерелах тема має назву — тема Планта.
|   | a | b | c | d | e | f | g | h |   |
| 8 | b6 чорний пішак · b5 білий король · f5 білий пішак · g4 чорний пішак · a3 біла тура · f3 чорний ферзь · g3 чорний король · g2 білий кінь · c1 білий кінь · g1 білий ферзь | b6 чорний пішак · b5 білий король · f5 білий пішак · g4 чорний пішак · a3 біла тура · f3 чорний ферзь · g3 чорний король · g2 білий кінь · c1 білий кінь · g1 білий ферзь | b6 чорний пішак · b5 білий король · f5 білий пішак · g4 чорний пішак · a3 біла тура · f3 чорний ферзь · g3 чорний король · g2 білий кінь · c1 білий кінь · g1 білий ферзь | b6 чорний пішак · b5 білий король · f5 білий пішак · g4 чорний пішак · a3 біла тура · f3 чорний ферзь · g3 чорний король · g2 білий кінь · c1 білий кінь · g1 білий ферзь | b6 чорний пішак · b5 білий король · f5 білий пішак · g4 чорний пішак · a3 біла тура · f3 чорний ферзь · g3 чорний король · g2 білий кінь · c1 білий кінь · g1 білий ферзь | b6 чорний пішак · b5 білий король · f5 білий пішак · g4 чорний пішак · a3 біла тура · f3 чорний ферзь · g3 чорний король · g2 білий кінь · c1 білий кінь · g1 білий ферзь | b6 чорний пішак · b5 білий король · f5 білий пішак · g4 чорний пішак · a3 біла тура · f3 чорний ферзь · g3 чорний король · g2 білий кінь · c1 білий кінь · g1 білий ферзь | b6 чорний пішак · b5 білий король · f5 білий пішак · g4 чорний пішак · a3 біла тура · f3 чорний ферзь · g3 чорний король · g2 білий кінь · c1 білий кінь · g1 білий ферзь | 8 |
| 7 | b6 чорний пішак · b5 білий король · f5 білий пішак · g4 чорний пішак · a3 біла тура · f3 чорний ферзь · g3 чорний король · g2 білий кінь · c1 білий кінь · g1 білий ферзь | b6 чорний пішак · b5 білий король · f5 білий пішак · g4 чорний пішак · a3 біла тура · f3 чорний ферзь · g3 чорний король · g2 білий кінь · c1 білий кінь · g1 білий ферзь | b6 чорний пішак · b5 білий король · f5 білий пішак · g4 чорний пішак · a3 біла тура · f3 чорний ферзь · g3 чорний король · g2 білий кінь · c1 білий кінь · g1 білий ферзь | b6 чорний пішак · b5 білий король · f5 білий пішак · g4 чорний пішак · a3 біла тура · f3 чорний ферзь · g3 чорний король · g2 білий кінь · c1 білий кінь · g1 білий ферзь | b6 чорний пішак · b5 білий король · f5 білий пішак · g4 чорний пішак · a3 біла тура · f3 чорний ферзь · g3 чорний король · g2 білий кінь · c1 білий кінь · g1 білий ферзь | b6 чорний пішак · b5 білий король · f5 білий пішак · g4 чорний пішак · a3 біла тура · f3 чорний ферзь · g3 чорний король · g2 білий кінь · c1 білий кінь · g1 білий ферзь | b6 чорний пішак · b5 білий король · f5 білий пішак · g4 чорний пішак · a3 біла тура · f3 чорний ферзь · g3 чорний король · g2 білий кінь · c1 білий кінь · g1 білий ферзь | b6 чорний пішак · b5 білий король · f5 білий пішак · g4 чорний пішак · a3 біла тура · f3 чорний ферзь · g3 чорний король · g2 білий кінь · c1 білий кінь · g1 білий ферзь | 7 |
| 6 | b6 чорний пішак · b5 білий король · f5 білий пішак · g4 чорний пішак · a3 біла тура · f3 чорний ферзь · g3 чорний король · g2 білий кінь · c1 білий кінь · g1 білий ферзь | b6 чорний пішак · b5 білий король · f5 білий пішак · g4 чорний пішак · a3 біла тура · f3 чорний ферзь · g3 чорний король · g2 білий кінь · c1 білий кінь · g1 білий ферзь | b6 чорний пішак · b5 білий король · f5 білий пішак · g4 чорний пішак · a3 біла тура · f3 чорний ферзь · g3 чорний король · g2 білий кінь · c1 білий кінь · g1 білий ферзь | b6 чорний пішак · b5 білий король · f5 білий пішак · g4 чорний пішак · a3 біла тура · f3 чорний ферзь · g3 чорний король · g2 білий кінь · c1 білий кінь · g1 білий ферзь | b6 чорний пішак · b5 білий король · f5 білий пішак · g4 чорний пішак · a3 біла тура · f3 чорний ферзь · g3 чорний король · g2 білий кінь · c1 білий кінь · g1 білий ферзь | b6 чорний пішак · b5 білий король · f5 білий пішак · g4 чорний пішак · a3 біла тура · f3 чорний ферзь · g3 чорний король · g2 білий кінь · c1 білий кінь · g1 білий ферзь | b6 чорний пішак · b5 білий король · f5 білий пішак · g4 чорний пішак · a3 біла тура · f3 чорний ферзь · g3 чорний король · g2 білий кінь · c1 білий кінь · g1 білий ферзь | b6 чорний пішак · b5 білий король · f5 білий пішак · g4 чорний пішак · a3 біла тура · f3 чорний ферзь · g3 чорний король · g2 білий кінь · c1 білий кінь · g1 білий ферзь | 6 |
| 5 | b6 чорний пішак · b5 білий король · f5 білий пішак · g4 чорний пішак · a3 біла тура · f3 чорний ферзь · g3 чорний король · g2 білий кінь · c1 білий кінь · g1 білий ферзь | b6 чорний пішак · b5 білий король · f5 білий пішак · g4 чорний пішак · a3 біла тура · f3 чорний ферзь · g3 чорний король · g2 білий кінь · c1 білий кінь · g1 білий ферзь | b6 чорний пішак · b5 білий король · f5 білий пішак · g4 чорний пішак · a3 біла тура · f3 чорний ферзь · g3 чорний король · g2 білий кінь · c1 білий кінь · g1 білий ферзь | b6 чорний пішак · b5 білий король · f5 білий пішак · g4 чорний пішак · a3 біла тура · f3 чорний ферзь · g3 чорний король · g2 білий кінь · c1 білий кінь · g1 білий ферзь | b6 чорний пішак · b5 білий король · f5 білий пішак · g4 чорний пішак · a3 біла тура · f3 чорний ферзь · g3 чорний король · g2 білий кінь · c1 білий кінь · g1 білий ферзь | b6 чорний пішак · b5 білий король · f5 білий пішак · g4 чорний пішак · a3 біла тура · f3 чорний ферзь · g3 чорний король · g2 білий кінь · c1 білий кінь · g1 білий ферзь | b6 чорний пішак · b5 білий король · f5 білий пішак · g4 чорний пішак · a3 біла тура · f3 чорний ферзь · g3 чорний король · g2 білий кінь · c1 білий кінь · g1 білий ферзь | b6 чорний пішак · b5 білий король · f5 білий пішак · g4 чорний пішак · a3 біла тура · f3 чорний ферзь · g3 чорний король · g2 білий кінь · c1 білий кінь · g1 білий ферзь | 5 |
| 4 | b6 чорний пішак · b5 білий король · f5 білий пішак · g4 чорний пішак · a3 біла тура · f3 чорний ферзь · g3 чорний король · g2 білий кінь · c1 білий кінь · g1 білий ферзь | b6 чорний пішак · b5 білий король · f5 білий пішак · g4 чорний пішак · a3 біла тура · f3 чорний ферзь · g3 чорний король · g2 білий кінь · c1 білий кінь · g1 білий ферзь | b6 чорний пішак · b5 білий король · f5 білий пішак · g4 чорний пішак · a3 біла тура · f3 чорний ферзь · g3 чорний король · g2 білий кінь · c1 білий кінь · g1 білий ферзь | b6 чорний пішак · b5 білий король · f5 білий пішак · g4 чорний пішак · a3 біла тура · f3 чорний ферзь · g3 чорний король · g2 білий кінь · c1 білий кінь · g1 білий ферзь | b6 чорний пішак · b5 білий король · f5 білий пішак · g4 чорний пішак · a3 біла тура · f3 чорний ферзь · g3 чорний король · g2 білий кінь · c1 білий кінь · g1 білий ферзь | b6 чорний пішак · b5 білий король · f5 білий пішак · g4 чорний пішак · a3 біла тура · f3 чорний ферзь · g3 чорний король · g2 білий кінь · c1 білий кінь · g1 білий ферзь | b6 чорний пішак · b5 білий король · f5 білий пішак · g4 чорний пішак · a3 біла тура · f3 чорний ферзь · g3 чорний король · g2 білий кінь · c1 білий кінь · g1 білий ферзь | b6 чорний пішак · b5 білий король · f5 білий пішак · g4 чорний пішак · a3 біла тура · f3 чорний ферзь · g3 чорний король · g2 білий кінь · c1 білий кінь · g1 білий ферзь | 4 |
| 3 | b6 чорний пішак · b5 білий король · f5 білий пішак · g4 чорний пішак · a3 біла тура · f3 чорний ферзь · g3 чорний король · g2 білий кінь · c1 білий кінь · g1 білий ферзь | b6 чорний пішак · b5 білий король · f5 білий пішак · g4 чорний пішак · a3 біла тура · f3 чорний ферзь · g3 чорний король · g2 білий кінь · c1 білий кінь · g1 білий ферзь | b6 чорний пішак · b5 білий король · f5 білий пішак · g4 чорний пішак · a3 біла тура · f3 чорний ферзь · g3 чорний король · g2 білий кінь · c1 білий кінь · g1 білий ферзь | b6 чорний пішак · b5 білий король · f5 білий пішак · g4 чорний пішак · a3 біла тура · f3 чорний ферзь · g3 чорний король · g2 білий кінь · c1 білий кінь · g1 білий ферзь | b6 чорний пішак · b5 білий король · f5 білий пішак · g4 чорний пішак · a3 біла тура · f3 чорний ферзь · g3 чорний король · g2 білий кінь · c1 білий кінь · g1 білий ферзь | b6 чорний пішак · b5 білий король · f5 білий пішак · g4 чорний пішак · a3 біла тура · f3 чорний ферзь · g3 чорний король · g2 білий кінь · c1 білий кінь · g1 білий ферзь | b6 чорний пішак · b5 білий король · f5 білий пішак · g4 чорний пішак · a3 біла тура · f3 чорний ферзь · g3 чорний король · g2 білий кінь · c1 білий кінь · g1 білий ферзь | b6 чорний пішак · b5 білий король · f5 білий пішак · g4 чорний пішак · a3 біла тура · f3 чорний ферзь · g3 чорний король · g2 білий кінь · c1 білий кінь · g1 білий ферзь | 3 |
| 2 | b6 чорний пішак · b5 білий король · f5 білий пішак · g4 чорний пішак · a3 біла тура · f3 чорний ферзь · g3 чорний король · g2 білий кінь · c1 білий кінь · g1 білий ферзь | b6 чорний пішак · b5 білий король · f5 білий пішак · g4 чорний пішак · a3 біла тура · f3 чорний ферзь · g3 чорний король · g2 білий кінь · c1 білий кінь · g1 білий ферзь | b6 чорний пішак · b5 білий король · f5 білий пішак · g4 чорний пішак · a3 біла тура · f3 чорний ферзь · g3 чорний король · g2 білий кінь · c1 білий кінь · g1 білий ферзь | b6 чорний пішак · b5 білий король · f5 білий пішак · g4 чорний пішак · a3 біла тура · f3 чорний ферзь · g3 чорний король · g2 білий кінь · c1 білий кінь · g1 білий ферзь | b6 чорний пішак · b5 білий король · f5 білий пішак · g4 чорний пішак · a3 біла тура · f3 чорний ферзь · g3 чорний король · g2 білий кінь · c1 білий кінь · g1 білий ферзь | b6 чорний пішак · b5 білий король · f5 білий пішак · g4 чорний пішак · a3 біла тура · f3 чорний ферзь · g3 чорний король · g2 білий кінь · c1 білий кінь · g1 білий ферзь | b6 чорний пішак · b5 білий король · f5 білий пішак · g4 чорний пішак · a3 біла тура · f3 чорний ферзь · g3 чорний король · g2 білий кінь · c1 білий кінь · g1 білий ферзь | b6 чорний пішак · b5 білий король · f5 білий пішак · g4 чорний пішак · a3 біла тура · f3 чорний ферзь · g3 чорний король · g2 білий кінь · c1 білий кінь · g1 білий ферзь | 2 |
| 1 | b6 чорний пішак · b5 білий король · f5 білий пішак · g4 чорний пішак · a3 біла тура · f3 чорний ферзь · g3 чорний король · g2 білий кінь · c1 білий кінь · g1 білий ферзь | b6 чорний пішак · b5 білий король · f5 білий пішак · g4 чорний пішак · a3 біла тура · f3 чорний ферзь · g3 чорний король · g2 білий кінь · c1 білий кінь · g1 білий ферзь | b6 чорний пішак · b5 білий король · f5 білий пішак · g4 чорний пішак · a3 біла тура · f3 чорний ферзь · g3 чорний король · g2 білий кінь · c1 білий кінь · g1 білий ферзь | b6 чорний пішак · b5 білий король · f5 білий пішак · g4 чорний пішак · a3 біла тура · f3 чорний ферзь · g3 чорний король · g2 білий кінь · c1 білий кінь · g1 білий ферзь | b6 чорний пішак · b5 білий король · f5 білий пішак · g4 чорний пішак · a3 біла тура · f3 чорний ферзь · g3 чорний король · g2 білий кінь · c1 білий кінь · g1 білий ферзь | b6 чорний пішак · b5 білий король · f5 білий пішак · g4 чорний пішак · a3 біла тура · f3 чорний ферзь · g3 чорний король · g2 білий кінь · c1 білий кінь · g1 білий ферзь | b6 чорний пішак · b5 білий король · f5 білий пішак · g4 чорний пішак · a3 біла тура · f3 чорний ферзь · g3 чорний король · g2 білий кінь · c1 білий кінь · g1 білий ферзь | b6 чорний пішак · b5 білий король · f5 білий пішак · g4 чорний пішак · a3 біла тура · f3 чорний ферзь · g3 чорний король · g2 білий кінь · c1 білий кінь · g1 білий ферзь | 1 |
|   | a | b | c | d | e | f | g | h |   |

FEN: 8/8/1p6/1K3P2/6p1/R4qk1/6N1/2N3Q1
1. Scd3! ~ Zz
1. ... Qe2  2. Qh3#
- — - — - — -
1. ... Qc5+  2. Sxc5#
1. ... Qxe5+ 2. Sxe5#
1. ... Qxf2    2. Sxf2#
Тема пройшла лише в одному варіанті.

|   | a | b | c | d | e | f | g | h |   |
| 8 | f8 чорний слон · c7 білий ферзь · d6 чорний ферзь · f6 білий слон · b5 чорний пішак · f4 чорний король · a3 чорний пішак · f2 білий пішак · g2 чорний кінь · h2 білий кінь · a1 білий король · b1 білий слон · g1 чорний кінь | f8 чорний слон · c7 білий ферзь · d6 чорний ферзь · f6 білий слон · b5 чорний пішак · f4 чорний король · a3 чорний пішак · f2 білий пішак · g2 чорний кінь · h2 білий кінь · a1 білий король · b1 білий слон · g1 чорний кінь | f8 чорний слон · c7 білий ферзь · d6 чорний ферзь · f6 білий слон · b5 чорний пішак · f4 чорний король · a3 чорний пішак · f2 білий пішак · g2 чорний кінь · h2 білий кінь · a1 білий король · b1 білий слон · g1 чорний кінь | f8 чорний слон · c7 білий ферзь · d6 чорний ферзь · f6 білий слон · b5 чорний пішак · f4 чорний король · a3 чорний пішак · f2 білий пішак · g2 чорний кінь · h2 білий кінь · a1 білий король · b1 білий слон · g1 чорний кінь | f8 чорний слон · c7 білий ферзь · d6 чорний ферзь · f6 білий слон · b5 чорний пішак · f4 чорний король · a3 чорний пішак · f2 білий пішак · g2 чорний кінь · h2 білий кінь · a1 білий король · b1 білий слон · g1 чорний кінь | f8 чорний слон · c7 білий ферзь · d6 чорний ферзь · f6 білий слон · b5 чорний пішак · f4 чорний король · a3 чорний пішак · f2 білий пішак · g2 чорний кінь · h2 білий кінь · a1 білий король · b1 білий слон · g1 чорний кінь | f8 чорний слон · c7 білий ферзь · d6 чорний ферзь · f6 білий слон · b5 чорний пішак · f4 чорний король · a3 чорний пішак · f2 білий пішак · g2 чорний кінь · h2 білий кінь · a1 білий король · b1 білий слон · g1 чорний кінь | f8 чорний слон · c7 білий ферзь · d6 чорний ферзь · f6 білий слон · b5 чорний пішак · f4 чорний король · a3 чорний пішак · f2 білий пішак · g2 чорний кінь · h2 білий кінь · a1 білий король · b1 білий слон · g1 чорний кінь | 8 |
| 7 | f8 чорний слон · c7 білий ферзь · d6 чорний ферзь · f6 білий слон · b5 чорний пішак · f4 чорний король · a3 чорний пішак · f2 білий пішак · g2 чорний кінь · h2 білий кінь · a1 білий король · b1 білий слон · g1 чорний кінь | f8 чорний слон · c7 білий ферзь · d6 чорний ферзь · f6 білий слон · b5 чорний пішак · f4 чорний король · a3 чорний пішак · f2 білий пішак · g2 чорний кінь · h2 білий кінь · a1 білий король · b1 білий слон · g1 чорний кінь | f8 чорний слон · c7 білий ферзь · d6 чорний ферзь · f6 білий слон · b5 чорний пішак · f4 чорний король · a3 чорний пішак · f2 білий пішак · g2 чорний кінь · h2 білий кінь · a1 білий король · b1 білий слон · g1 чорний кінь | f8 чорний слон · c7 білий ферзь · d6 чорний ферзь · f6 білий слон · b5 чорний пішак · f4 чорний король · a3 чорний пішак · f2 білий пішак · g2 чорний кінь · h2 білий кінь · a1 білий король · b1 білий слон · g1 чорний кінь | f8 чорний слон · c7 білий ферзь · d6 чорний ферзь · f6 білий слон · b5 чорний пішак · f4 чорний король · a3 чорний пішак · f2 білий пішак · g2 чорний кінь · h2 білий кінь · a1 білий король · b1 білий слон · g1 чорний кінь | f8 чорний слон · c7 білий ферзь · d6 чорний ферзь · f6 білий слон · b5 чорний пішак · f4 чорний король · a3 чорний пішак · f2 білий пішак · g2 чорний кінь · h2 білий кінь · a1 білий король · b1 білий слон · g1 чорний кінь | f8 чорний слон · c7 білий ферзь · d6 чорний ферзь · f6 білий слон · b5 чорний пішак · f4 чорний король · a3 чорний пішак · f2 білий пішак · g2 чорний кінь · h2 білий кінь · a1 білий король · b1 білий слон · g1 чорний кінь | f8 чорний слон · c7 білий ферзь · d6 чорний ферзь · f6 білий слон · b5 чорний пішак · f4 чорний король · a3 чорний пішак · f2 білий пішак · g2 чорний кінь · h2 білий кінь · a1 білий король · b1 білий слон · g1 чорний кінь | 7 |
| 6 | f8 чорний слон · c7 білий ферзь · d6 чорний ферзь · f6 білий слон · b5 чорний пішак · f4 чорний король · a3 чорний пішак · f2 білий пішак · g2 чорний кінь · h2 білий кінь · a1 білий король · b1 білий слон · g1 чорний кінь | f8 чорний слон · c7 білий ферзь · d6 чорний ферзь · f6 білий слон · b5 чорний пішак · f4 чорний король · a3 чорний пішак · f2 білий пішак · g2 чорний кінь · h2 білий кінь · a1 білий король · b1 білий слон · g1 чорний кінь | f8 чорний слон · c7 білий ферзь · d6 чорний ферзь · f6 білий слон · b5 чорний пішак · f4 чорний король · a3 чорний пішак · f2 білий пішак · g2 чорний кінь · h2 білий кінь · a1 білий король · b1 білий слон · g1 чорний кінь | f8 чорний слон · c7 білий ферзь · d6 чорний ферзь · f6 білий слон · b5 чорний пішак · f4 чорний король · a3 чорний пішак · f2 білий пішак · g2 чорний кінь · h2 білий кінь · a1 білий король · b1 білий слон · g1 чорний кінь | f8 чорний слон · c7 білий ферзь · d6 чорний ферзь · f6 білий слон · b5 чорний пішак · f4 чорний король · a3 чорний пішак · f2 білий пішак · g2 чорний кінь · h2 білий кінь · a1 білий король · b1 білий слон · g1 чорний кінь | f8 чорний слон · c7 білий ферзь · d6 чорний ферзь · f6 білий слон · b5 чорний пішак · f4 чорний король · a3 чорний пішак · f2 білий пішак · g2 чорний кінь · h2 білий кінь · a1 білий король · b1 білий слон · g1 чорний кінь | f8 чорний слон · c7 білий ферзь · d6 чорний ферзь · f6 білий слон · b5 чорний пішак · f4 чорний король · a3 чорний пішак · f2 білий пішак · g2 чорний кінь · h2 білий кінь · a1 білий король · b1 білий слон · g1 чорний кінь | f8 чорний слон · c7 білий ферзь · d6 чорний ферзь · f6 білий слон · b5 чорний пішак · f4 чорний король · a3 чорний пішак · f2 білий пішак · g2 чорний кінь · h2 білий кінь · a1 білий король · b1 білий слон · g1 чорний кінь | 6 |
| 5 | f8 чорний слон · c7 білий ферзь · d6 чорний ферзь · f6 білий слон · b5 чорний пішак · f4 чорний король · a3 чорний пішак · f2 білий пішак · g2 чорний кінь · h2 білий кінь · a1 білий король · b1 білий слон · g1 чорний кінь | f8 чорний слон · c7 білий ферзь · d6 чорний ферзь · f6 білий слон · b5 чорний пішак · f4 чорний король · a3 чорний пішак · f2 білий пішак · g2 чорний кінь · h2 білий кінь · a1 білий король · b1 білий слон · g1 чорний кінь | f8 чорний слон · c7 білий ферзь · d6 чорний ферзь · f6 білий слон · b5 чорний пішак · f4 чорний король · a3 чорний пішак · f2 білий пішак · g2 чорний кінь · h2 білий кінь · a1 білий король · b1 білий слон · g1 чорний кінь | f8 чорний слон · c7 білий ферзь · d6 чорний ферзь · f6 білий слон · b5 чорний пішак · f4 чорний король · a3 чорний пішак · f2 білий пішак · g2 чорний кінь · h2 білий кінь · a1 білий король · b1 білий слон · g1 чорний кінь | f8 чорний слон · c7 білий ферзь · d6 чорний ферзь · f6 білий слон · b5 чорний пішак · f4 чорний король · a3 чорний пішак · f2 білий пішак · g2 чорний кінь · h2 білий кінь · a1 білий король · b1 білий слон · g1 чорний кінь | f8 чорний слон · c7 білий ферзь · d6 чорний ферзь · f6 білий слон · b5 чорний пішак · f4 чорний король · a3 чорний пішак · f2 білий пішак · g2 чорний кінь · h2 білий кінь · a1 білий король · b1 білий слон · g1 чорний кінь | f8 чорний слон · c7 білий ферзь · d6 чорний ферзь · f6 білий слон · b5 чорний пішак · f4 чорний король · a3 чорний пішак · f2 білий пішак · g2 чорний кінь · h2 білий кінь · a1 білий король · b1 білий слон · g1 чорний кінь | f8 чорний слон · c7 білий ферзь · d6 чорний ферзь · f6 білий слон · b5 чорний пішак · f4 чорний король · a3 чорний пішак · f2 білий пішак · g2 чорний кінь · h2 білий кінь · a1 білий король · b1 білий слон · g1 чорний кінь | 5 |
| 4 | f8 чорний слон · c7 білий ферзь · d6 чорний ферзь · f6 білий слон · b5 чорний пішак · f4 чорний король · a3 чорний пішак · f2 білий пішак · g2 чорний кінь · h2 білий кінь · a1 білий король · b1 білий слон · g1 чорний кінь | f8 чорний слон · c7 білий ферзь · d6 чорний ферзь · f6 білий слон · b5 чорний пішак · f4 чорний король · a3 чорний пішак · f2 білий пішак · g2 чорний кінь · h2 білий кінь · a1 білий король · b1 білий слон · g1 чорний кінь | f8 чорний слон · c7 білий ферзь · d6 чорний ферзь · f6 білий слон · b5 чорний пішак · f4 чорний король · a3 чорний пішак · f2 білий пішак · g2 чорний кінь · h2 білий кінь · a1 білий король · b1 білий слон · g1 чорний кінь | f8 чорний слон · c7 білий ферзь · d6 чорний ферзь · f6 білий слон · b5 чорний пішак · f4 чорний король · a3 чорний пішак · f2 білий пішак · g2 чорний кінь · h2 білий кінь · a1 білий король · b1 білий слон · g1 чорний кінь | f8 чорний слон · c7 білий ферзь · d6 чорний ферзь · f6 білий слон · b5 чорний пішак · f4 чорний король · a3 чорний пішак · f2 білий пішак · g2 чорний кінь · h2 білий кінь · a1 білий король · b1 білий слон · g1 чорний кінь | f8 чорний слон · c7 білий ферзь · d6 чорний ферзь · f6 білий слон · b5 чорний пішак · f4 чорний король · a3 чорний пішак · f2 білий пішак · g2 чорний кінь · h2 білий кінь · a1 білий король · b1 білий слон · g1 чорний кінь | f8 чорний слон · c7 білий ферзь · d6 чорний ферзь · f6 білий слон · b5 чорний пішак · f4 чорний король · a3 чорний пішак · f2 білий пішак · g2 чорний кінь · h2 білий кінь · a1 білий король · b1 білий слон · g1 чорний кінь | f8 чорний слон · c7 білий ферзь · d6 чорний ферзь · f6 білий слон · b5 чорний пішак · f4 чорний король · a3 чорний пішак · f2 білий пішак · g2 чорний кінь · h2 білий кінь · a1 білий король · b1 білий слон · g1 чорний кінь | 4 |
| 3 | f8 чорний слон · c7 білий ферзь · d6 чорний ферзь · f6 білий слон · b5 чорний пішак · f4 чорний король · a3 чорний пішак · f2 білий пішак · g2 чорний кінь · h2 білий кінь · a1 білий король · b1 білий слон · g1 чорний кінь | f8 чорний слон · c7 білий ферзь · d6 чорний ферзь · f6 білий слон · b5 чорний пішак · f4 чорний король · a3 чорний пішак · f2 білий пішак · g2 чорний кінь · h2 білий кінь · a1 білий король · b1 білий слон · g1 чорний кінь | f8 чорний слон · c7 білий ферзь · d6 чорний ферзь · f6 білий слон · b5 чорний пішак · f4 чорний король · a3 чорний пішак · f2 білий пішак · g2 чорний кінь · h2 білий кінь · a1 білий король · b1 білий слон · g1 чорний кінь | f8 чорний слон · c7 білий ферзь · d6 чорний ферзь · f6 білий слон · b5 чорний пішак · f4 чорний король · a3 чорний пішак · f2 білий пішак · g2 чорний кінь · h2 білий кінь · a1 білий король · b1 білий слон · g1 чорний кінь | f8 чорний слон · c7 білий ферзь · d6 чорний ферзь · f6 білий слон · b5 чорний пішак · f4 чорний король · a3 чорний пішак · f2 білий пішак · g2 чорний кінь · h2 білий кінь · a1 білий король · b1 білий слон · g1 чорний кінь | f8 чорний слон · c7 білий ферзь · d6 чорний ферзь · f6 білий слон · b5 чорний пішак · f4 чорний король · a3 чорний пішак · f2 білий пішак · g2 чорний кінь · h2 білий кінь · a1 білий король · b1 білий слон · g1 чорний кінь | f8 чорний слон · c7 білий ферзь · d6 чорний ферзь · f6 білий слон · b5 чорний пішак · f4 чорний король · a3 чорний пішак · f2 білий пішак · g2 чорний кінь · h2 білий кінь · a1 білий король · b1 білий слон · g1 чорний кінь | f8 чорний слон · c7 білий ферзь · d6 чорний ферзь · f6 білий слон · b5 чорний пішак · f4 чорний король · a3 чорний пішак · f2 білий пішак · g2 чорний кінь · h2 білий кінь · a1 білий король · b1 білий слон · g1 чорний кінь | 3 |
| 2 | f8 чорний слон · c7 білий ферзь · d6 чорний ферзь · f6 білий слон · b5 чорний пішак · f4 чорний король · a3 чорний пішак · f2 білий пішак · g2 чорний кінь · h2 білий кінь · a1 білий король · b1 білий слон · g1 чорний кінь | f8 чорний слон · c7 білий ферзь · d6 чорний ферзь · f6 білий слон · b5 чорний пішак · f4 чорний король · a3 чорний пішак · f2 білий пішак · g2 чорний кінь · h2 білий кінь · a1 білий король · b1 білий слон · g1 чорний кінь | f8 чорний слон · c7 білий ферзь · d6 чорний ферзь · f6 білий слон · b5 чорний пішак · f4 чорний король · a3 чорний пішак · f2 білий пішак · g2 чорний кінь · h2 білий кінь · a1 білий король · b1 білий слон · g1 чорний кінь | f8 чорний слон · c7 білий ферзь · d6 чорний ферзь · f6 білий слон · b5 чорний пішак · f4 чорний король · a3 чорний пішак · f2 білий пішак · g2 чорний кінь · h2 білий кінь · a1 білий король · b1 білий слон · g1 чорний кінь | f8 чорний слон · c7 білий ферзь · d6 чорний ферзь · f6 білий слон · b5 чорний пішак · f4 чорний король · a3 чорний пішак · f2 білий пішак · g2 чорний кінь · h2 білий кінь · a1 білий король · b1 білий слон · g1 чорний кінь | f8 чорний слон · c7 білий ферзь · d6 чорний ферзь · f6 білий слон · b5 чорний пішак · f4 чорний король · a3 чорний пішак · f2 білий пішак · g2 чорний кінь · h2 білий кінь · a1 білий король · b1 білий слон · g1 чорний кінь | f8 чорний слон · c7 білий ферзь · d6 чорний ферзь · f6 білий слон · b5 чорний пішак · f4 чорний король · a3 чорний пішак · f2 білий пішак · g2 чорний кінь · h2 білий кінь · a1 білий король · b1 білий слон · g1 чорний кінь | f8 чорний слон · c7 білий ферзь · d6 чорний ферзь · f6 білий слон · b5 чорний пішак · f4 чорний король · a3 чорний пішак · f2 білий пішак · g2 чорний кінь · h2 білий кінь · a1 білий король · b1 білий слон · g1 чорний кінь | 2 |
| 1 | f8 чорний слон · c7 білий ферзь · d6 чорний ферзь · f6 білий слон · b5 чорний пішак · f4 чорний король · a3 чорний пішак · f2 білий пішак · g2 чорний кінь · h2 білий кінь · a1 білий король · b1 білий слон · g1 чорний кінь | f8 чорний слон · c7 білий ферзь · d6 чорний ферзь · f6 білий слон · b5 чорний пішак · f4 чорний король · a3 чорний пішак · f2 білий пішак · g2 чорний кінь · h2 білий кінь · a1 білий король · b1 білий слон · g1 чорний кінь | f8 чорний слон · c7 білий ферзь · d6 чорний ферзь · f6 білий слон · b5 чорний пішак · f4 чорний король · a3 чорний пішак · f2 білий пішак · g2 чорний кінь · h2 білий кінь · a1 білий король · b1 білий слон · g1 чорний кінь | f8 чорний слон · c7 білий ферзь · d6 чорний ферзь · f6 білий слон · b5 чорний пішак · f4 чорний король · a3 чорний пішак · f2 білий пішак · g2 чорний кінь · h2 білий кінь · a1 білий король · b1 білий слон · g1 чорний кінь | f8 чорний слон · c7 білий ферзь · d6 чорний ферзь · f6 білий слон · b5 чорний пішак · f4 чорний король · a3 чорний пішак · f2 білий пішак · g2 чорний кінь · h2 білий кінь · a1 білий король · b1 білий слон · g1 чорний кінь | f8 чорний слон · c7 білий ферзь · d6 чорний ферзь · f6 білий слон · b5 чорний пішак · f4 чорний король · a3 чорний пішак · f2 білий пішак · g2 чорний кінь · h2 білий кінь · a1 білий король · b1 білий слон · g1 чорний кінь | f8 чорний слон · c7 білий ферзь · d6 чорний ферзь · f6 білий слон · b5 чорний пішак · f4 чорний король · a3 чорний пішак · f2 білий пішак · g2 чорний кінь · h2 білий кінь · a1 білий король · b1 білий слон · g1 чорний кінь | f8 чорний слон · c7 білий ферзь · d6 чорний ферзь · f6 білий слон · b5 чорний пішак · f4 чорний король · a3 чорний пішак · f2 білий пішак · g2 чорний кінь · h2 білий кінь · a1 білий король · b1 білий слон · g1 чорний кінь | 1 |
|   | a | b | c | d | e | f | g | h |   |

FEN: 5b2/2Q5/3q1B2/1p6/5k2/p7/5PnN/KB4n1
1. Qc3! ~ 2. Qg3#
1. ... Qxf6 2. Qxf6#
1. ... Qe5 2. Qxe5#
1. ... Qd4 2. Qxd4#
- — - — - — -
1. ... Qd3 2. Qe5#
Тема пройшла у 3-х варіантах